# Музичний продюсер

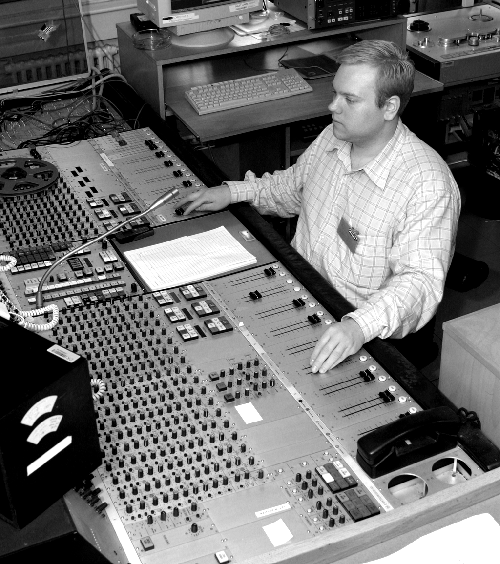
Продюсер за роботою

Музи́чний продю́сер (англ. music producer та record producer — «музичний виробник; виробник, що створює звук; виробник звукозапису») — фахівець, що спостерігає і керує звукозаписом і продукуванням музики музичного виконавця чи музичного гурту в студії звукозапису, праця якого може перебувати в діапазоні від запису однієї пісні до запису розлогого концептуального альбому. Продюсер відповідальний за підбір звукооператорів та звукоінженерів, редакторів, асистентів. Продюсер зазвичай керує всім процесом від попереднього виробництва, до етапів звукозапису та автоматичного зниження з багатоканального мікшування в стерео або моно суміш, а в деяких випадках і до етапу аудіо мастерингу. Продюсер може виконувати ці ролі самостійно або допомогти вибрати інженера, а також пропонувати інженерам пропозиції. Музичний продюсер має дуже широку роль в контролі і керуванні записом і виготовленні музики групи або виконавця. Продюсер має багато ролей, які можуть включати в себе, але не обмежуватись цим: збір ідей для проєкту, складання музики для проєкту, вибору пісень або студійних музикантів, пропонувати зміни до композиції, тренувати художника та музикантів у студії, керувати сесіями запису та контролювати цілий процес шляхом звукового запису і відтворення, аудіо мікшування записаної музики та, у деяких випадках, музики на етапі мастерингу звуку. У більшості випадків музичний продюсер також є компетентним аранжувальником, композитором, музикантом або автором пісень, який може запропонувати свіжі ідеї до проєкту.
Окрім внесення/вибору будь-яких пісень та упорядкування композицій, виробник часто вибирає або дає поради інженеру змішування, який приймає необроблені записані доріжки та редагування, а також модифікує їх апаратними та програмними інструментами та створює стереозвук або об'ємний звук «мікс» усіх індивідуальних голосів, звуків та інструментів, які, у свою чергу, дають подальше коригування інженер-майстерові. Музичний продюсер також буде підтримувати зв'язок з інженером-записником, який зосереджується на технічних аспектах запису, тоді як виконавчий продюсер стежить за ринковою спроможністю всього проєкту.
Американський музичний продюсер Філ Ек описав свою роль як «людину, яка є креативним гідом або творчо керує процесом створення запису», подібно режисерові, до фільму.
Музичний продюсер — самостійна творча професія. Переосмислення професії музичного (саунд-) продюсера відбулося починаючи із 50-х років ХХ ст. завдяки використанню магнітної стрічки (звукових каналів), удосконаленню апаратури, мікрофонів, винаходу стереофонічного запису та відтворення, також завдяки створенню мікшерних пультів («англ. mixing console» — пристрій для обробки та зведення звукових сигналів, який використовують на студіях звукозапису). Музичні продюсери отримали інструменти та можливості для створення унікального звукового та музичного простору.
Під його керівництвом зазвичай знаходяться контроль за якістю звучання, вибір репертуару та загальна ідеологія проєкту (альбому, синглу, радіопередачі та ін.). Зазвичай, великі музичні лейбли мають власних продюсерів, але часто музиканти самі запрошують цікавих для них продюсерів з іншої сторони.
В українських та російських ЗМІ під музичним продюсером часто помилково розуміють антрепренера (імпресаріо), менеджера, який здійснює так зване просування та веде контроль організаційно-фінансовими питаннями діяльності того чи іншого музичного виконавця. В Україні у музикознавчих дослідженнях питання виникнення і формування фаху музичного продюсера висвітлені недостатньо, і станом на 2005 рік не було видано жодного підручника по музичному продюсуванню.

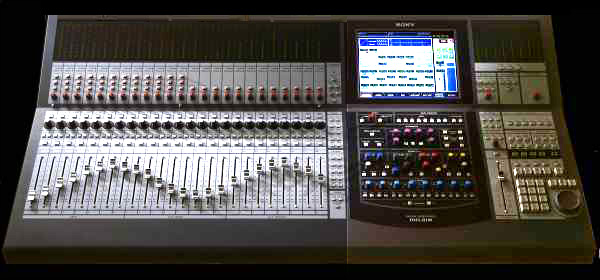
Цифрова консоль, аудіомікшер Sony DMX R-100. Мікшерний пульт — пристрій для обробки та зведення звукових сигналів, який використовують на студіях звукозапису.

У 2010-х роках у галузі звукозапису існують два види виробників (синонім слова «продюсер»), що мають різні ролі: виконавчий продюсер та музичний продюсер. Виконавчі продюсери контролюють фінансування проєктів, а музичні продюсери контролюють творчий процес запису пісень або альбомів.

## Приклади
Одним з відомих музичних продюсерів є англієць Джордж Генрі Мартін, який пішов з провідної англійської компанії звукозапису Parlophone Records, де працював звукорежисером і почав продюсувати нікому невідомий тоді гурт The Beatles. Для цього він заснував власну продюсерську компанію. Мартін мав великий успіх. Продюсовані ним музичні проєкти зацікавили керівників провідних компаній звукозапису, він отримав велику кількість пропозицій від відомих естрадних зірок.

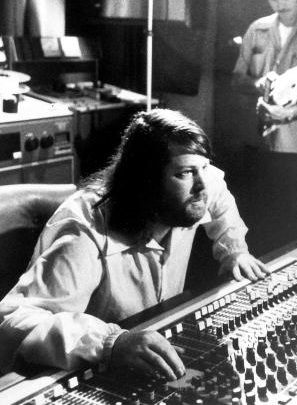
Брайан Вілсон за мікшер-консоллю в Brother Studios, 1976

## Обладнання та технології
Є багато технологій, які використовують виробники звукозапису. У сучасних записах завдання запису та мікшування часто централізовано в комп'ютерах, використовуючи цифрові аудіосистеми, такі як Pro Tools, Logic Pro, Ableton, Cubase і FL Studio, які часто використовують зі сторонніми плагінами для віртуальних студійних технологій. Logic Pro та Pro Tools вважаються галузевими стандартами цифрових звукових робочих станцій. Однак є також основний мікшер, зовнішня передача ефектів, MIDI-контролери та сам пристрій запису.
У той час як більшість музичних творів виконується за допомогою складного програмного забезпечення, деякі музиканти та виробники віддають перевагу старим аналоговим технологіям. Професор Альбін Зак стверджує, що посилена автоматизація як нових процесів, так і нових інструментів знижує рівень контролю та маніпулювання, доступний для музикантів та продюсерів.

## Ресурс Інтернету
- Продюсер і виконавець: право чи необхідність? (ПРО, № листопада 2008, «Де юро»)[недоступне посилання з липня 2019]